# Fritillaria
Fritillaria L., 1753 è un genere di piante della famiglia delle Liliacee, distribuito nelle regioni temperate dell'emisfero settentrionale.

## Etimologia
Il nome del genere deriva dal latino fritillus (= bussolotto per i dadi) per la forma dei fiori.

## Descrizione
Comprende piante bulbose, alte da 25 cm fino a 1,20 m a seconda della specie, con fiori gialli, verdi, blu, arancio, scarlatto, rosso-brunastro, in tinta unica o screziati.

## Tassonomia
Il genere comprende le seguenti specie:
- Fritillaria acmopetala Boiss.
- Fritillaria affinis (Schult. & Schult.f.) Sealy
- Fritillaria agrestis Greene
- Fritillaria alburyana Rix
- Fritillaria alfredae  Post
- Fritillaria amabilis Koidz.
- Fritillaria amana (Rix) Teksen
- Fritillaria anhuiensis S.C.Chen & S.F.Yin
- Fritillaria ariana (Losinsk. & Vved.) Rix
- Fritillaria armena Boiss.
- Fritillaria assyriaca Baker
- Fritillaria asumaniae R.Wallis, R.B.Wallis & Özhatay
- Fritillaria atrolineata Bakhshi Khan.
- Fritillaria atropurpurea Nutt.
- Fritillaria aurea Schott
- Fritillaria avromanica Advay & Teksen
- Fritillaria ayakoana Maruy. & Naruh.
- Fritillaria baisunensis Ruksans
- Fritillaria baskilensis Behcet
- Fritillaria biflora Lindl.
- Fritillaria bithynica Baker
- Fritillaria brandegeei Eastw.
- Fritillaria bucharica Regel
- Fritillaria byfieldii Özhatay & Rix
- Fritillaria camschatcensis (L.) Ker Gawl.
- Fritillaria carica Rix
- Fritillaria caucasica Adams
- Fritillaria chitralensis (Anon.) B.Mathew
- Fritillaria chlorantha Hausskn. & Bornm.
- Fritillaria chlororhabdota Bakhshi Khan.
- Fritillaria cirrhosa D.Don
- Fritillaria collina Adams
- Fritillaria conica Boiss.
- Fritillaria crassicaulis S.C.Chen
- Fritillaria crassifolia Boiss. & A.Huet
- Fritillaria dagana Turcz.
- Fritillaria dajinensis S.C.Chen
- Fritillaria davidii Franch.
- Fritillaria davisii Turrill
- Fritillaria delavayi Franch.
- Fritillaria drenovskii Degen & Stoj.
- Fritillaria dzhabavae  A.P.Khokhr.
- Fritillaria eastwoodiae  R.M.Macfarl.
- Fritillaria ebeiensis G.D.Yu & G.Q.Ji
- Fritillaria eduardii A.Regel ex Regel
- Fritillaria ehrhartii Boiss. & Orph.
- Fritillaria elwesii Boiss.
- Fritillaria enginiana (Byfield & Özhatay) Teksen
- Fritillaria epirotica Turrill ex Rix
- Fritillaria euboeica Rix
- Fritillaria falcata (Jeps.) D.E.Beetle
- Fritillaria ferganensis Losinsk.
- Fritillaria fleischeriana Steud. & Hochst. ex Schult. & Schult.f.
- Fritillaria forbesii Baker
- Fritillaria frankiorum R.Wallis & R.B.Wallis
- Fritillaria fusca Turrill
- Fritillaria gencensis Yild., Kiliç & Demirp.
- Fritillaria gentneri Gilkey
- Fritillaria gibbosa Boiss.
- Fritillaria glauca Greene
- Fritillaria grae ca Boiss. & Spruner
- Fritillaria grandiflora Grossh.
- Fritillaria gussichiae (Degen & Dörfl.) Rix
- Fritillaria hakkarensis (Rix) Teksen
- Fritillaria hermonis Fenzl ex Klatt
- Fritillaria imperialis L.
- Fritillaria involucrata All.
- Fritillaria japonica Miq.
- Fritillaria kaiensis Naruh.
- Fritillaria karelinii (Fisch. ex D.Don) Baker
- Fritillaria kittaniae Sorger
- Fritillaria kiusiana L.Hill
- Fritillaria koidzumiana Ohwi
- Fritillaria kotschyana Herb.
- Fritillaria kurdica Boiss. & Noë
- Fritillaria lagodechiana Kharkev.
- Fritillaria latakiensis Rix
- Fritillaria latifolia Willd.
- Fritillaria legionensis Llamas & J.Andrés
- Fritillaria liliacea Lindl.
- Fritillaria lusitanica Wikstr.
- Fritillaria macedonica Bornm.
- Fritillaria macrocarpa Coss. ex Batt.
- Fritillaria maximowiczii Freyn
- Fritillaria melananthera (Rix) Teksen & Advay
- Fritillaria meleagris L.
- Fritillaria meleagroides Patrin ex Schult. & Schult.f.
- Fritillaria messanensis Raf.
- Fritillaria michailovskyi Fomin
- Fritillaria micrantha A.Heller
- Fritillaria milasensis Teksen & Aytaç
- Fritillaria minima Rix
- Fritillaria minuta Boiss. & Noë
- Fritillaria monantha Migo
- Fritillaria montana Hoppe ex W.D.J.Koch
- Fritillaria mughlae  Teksen & Aytaç
- Fritillaria muraiana Ohwi
- Fritillaria mutabilis Kamari
- Fritillaria obliqua Ker Gawl.
- Fritillaria ojaiensis Davidson
- Fritillaria olgae  Vved.
- Fritillaria olivieri Baker
- Fritillaria oranensis Pomel
- Fritillaria orientalis Adams
- Fritillaria ozdemir-elmasii Yildirim & Teksen
- Fritillaria pallidiflora Schrenk
- Fritillaria persica L.
- Fritillaria phitosii Kamari, Zahos & Siagou
- Fritillaria pinardii Boiss.
- Fritillaria pinetorum Davidson
- Fritillaria pluriflora Torr. ex Benth.
- Fritillaria pontica Wahlenb.
- Fritillaria przewalskii Maxim. ex Batalin
- Fritillaria pudica (Pursh) Spreng.
- Fritillaria purdyi Eastw.
- Fritillaria pyrenaica L.
- Fritillaria raddeana Regel
- Fritillaria recurva Benth.
- Fritillaria regelii Losinsk.
- Fritillaria reuteri Boiss.
- Fritillaria rhodia A.Hansen
- Fritillaria rhodocanakis Orph. ex Baker
- Fritillaria ruthenica Wikstr.
- Fritillaria serpenticola (Rix) Teksen & Aytaç
- Fritillaria sewerzowii Regel
- Fritillaria shikokiana Naruh.
- Fritillaria sibthorpiana (Sm.) Baker
- Fritillaria sichuanica S.C.Chen
- Fritillaria sinica S.C.Chen
- Fritillaria skorpili Velen.
- Fritillaria sonnikovae  Shaulo & Erst
- Fritillaria sororum Jim.Persson & K.Persson
- Fritillaria × spetsiotica Kamari
- Fritillaria stenanthera (Regel) Regel
- Fritillaria straussii Bornm.
- Fritillaria striata Eastw.
- Fritillaria stribrnyi Velen.
- Fritillaria taipaiensis P.Y.Li
- Fritillaria thunbergii Miq.
- Fritillaria × tokushimensis Akasawa, Katayama & T.Naito
- Fritillaria tortifolia X.Z.Duan & X.J.Zheng
- Fritillaria tubiformis Gren. & Godr.
- Fritillaria tunievii Gabrieljan
- Fritillaria unibracteata P.K.Hsiao & K.C.Hsia
- Fritillaria usuriensis Maxim.
- Fritillaria uva-vulpis Rix
- Fritillaria verticillata Willd.
- Fritillaria viridea Kellogg
- Fritillaria viridiflora Post
- Fritillaria walujewii Regel
- Fritillaria wendelboi (Rix) Teksen
- Fritillaria whittallii Baker
- Fritillaria yuminensis X.Z.Duan
- Fritillaria yuzhongensis G.D.Yu & Y.S.Zhou

### Specie presenti in Italia
Tra le specie spontanee in Italia  vi sono:
- Fritillaria meleagris, originaria dell'Europa centrale, ma ormai spontanea delle Alpi, nota col nome di meleagride serpentina, dal portamento serpentino dello stelo, alta 30-40 cm, ha foglie sparse, lineari-canalicolate, con fiori campanulati, penduli, dalle corolle violacee maculate di porpora-rugginoso, fioritura in aprile-maggio
- Fritillaria tubiformis, nota come meleagride alpina vive spontanea nei pascoli e luoghi cespugliosi aridi dei monti, con fusti alti 10-30 cm cilindrico eretto, portanti foglie solo nella metà superiore, le foglie apicali sono lineari, quelle inferiori strettamente lanceolate. Fiore grande 3-4 cmcampanulato, solitario, pendulo di colore bruno-porporino chiaro o viola vinoso, variegato a scacchiera con chiazze a scacchi poco evidenti e tepali strettamente ellittici. Capsula a forma di clava. Fioritura in maggio-giugno dopo la fusione della neve.[4]
- Fritillaria montana, nota col nome comune di meleagride minore  Pianta poco comune, tipica dei pascoli e dei luoghi rocciosi, dei monti da 600 a 1500 m; Pianta perenne esile con un bulbo ricoperto da tuniche biancastre, da cui si erge un gracile fusto eretto, cilindrico, subglabro lungo 20-40 cm, che porta foglie lineari-lanceolate acuminate, opposte o riunite in verticilli di 3, o più raramente disposte in ordine sparso, e solcate profondamente da nervature parallele;  fiore unico, pendulo, campanulato (diametro 2-3 cm); tepali ovoidali-oblunghi di colore vinoso-porporino, più o meno variegati a scacchiera, con una fossetta nettarifera ovoidale-oblunga, ha 6 stami e un pistillo con ovario supero, frutto a capsula ovoidale lungo 15-20 mm. Fiorisce da aprile a maggio.[5]
- Fritillaria involucrata - meleagride piemontese
- Fritillaria messanensis - meleagride messinese
- Fritillaria persica - meleagride persiana

## Coltivazione
Preferisce esposizione al sole o mezzo-sole, terreno fresco ma ben drenato, leggero non calcareo.
La moltiplicazione avviene facilmente con i bulbetti prodotti lateralmente dal grosso bulbo centrale.

## Avversità
Terreni compatti e calcarei, ed estati torride portano ad un rapido deperimento della pianta.

## Usi
Vengono utilizzate per alte bordure, macchie isolate nei giardini, e per la coltivazione in vaso sui terrazzi.